# Winileod
A Winileod ófelnémet nyelvű egyszerű, népies dal ill. dalszöveg. Az összetett szó két eleme egyfelől a wini (mai német Freund, Geliebte(r), magyarul barát, kedves, szerető) másfelől liod (mai német Lied, magyarul dal).
Ellentétben a latin nyelvű, egyházi énekekkel a winileod – majd később a német Volkslied (vö. népdal) – az egyszerű, földműves népesség szórakozását szolgálta ünnepeken, összejöveteleken. Valószínűleg nem kizárólag szerelmes dalokról lehetett szó, de feltételezhető, hogy ez tette ki a dalok nagy részét. Ez a magyarázat arra is, hogy Nagy Károly miért tiltotta meg egy kapitulárisában az apácáknak az ilyen dalok feljegyzését vagy továbbadását.